# Кастањоло Миноре (Болоња)
Кастањоло Миноре (итал. Castagnolo Minore) је насеље у Италији у округу Болоња, региону Емилија-Ромања.
Према процени из 2011. у насељу је живело 510 становника. Насеље се налази на надморској висини од 22 м.